# 菊池郡
- 令制国一覧 > 西海道 > 肥後国 > 菊池郡
- 日本 > 九州地方 > 熊本県 > 菊池郡

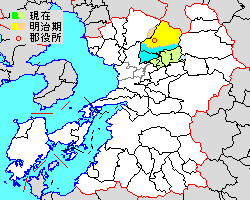
熊本県菊池郡の位置（1.大津町 2.菊陽町 薄黄・薄水色：後に他郡に編入された区域 薄緑・水色・薄水色：後に他郡から編入した区域）

菊池郡（きくちぐん）は、熊本県（肥後国）の郡。
人口80,462人、面積136.56km²、人口密度589人/km²。（2025年2月1日、推計人口）
以下の2町を含む。
- 大津町（おおづまち）
- 菊陽町（きくようまち）

## 郡域
1879年（明治12年）に行政区画として発足した当時の郡域は、下記の区域にあたる。
- 菊池市の大部分（七城町橋田、七城町蘇崎、七城町林原、七城町亀尾、泗水町各町、旭志新明、旭志小原、旭志麓以南を除く）
- 山鹿市の一部（菊鹿町木野・菊鹿町米原・菊鹿町松尾・菊鹿町池永・菊鹿町宮原・菊鹿町阿佐古）

## 歴史
和名類聚抄に「久々知」とあるように、当初は「くくち」と読まれていた。

### 近世以降の沿革
- 明治初年時点では全域が肥後熊本藩領であった。「旧高旧領取調帳」に記載されている明治初年時点での村は以下の通り。（1町80村）

隈府町、正観寺村、広瀬古閑村、新古閑村、甲佐町村、宮園村、夜間村、大塚村、木柑子村、広瀬村、出田村、赤星村、妙見村、今村、片角村、輪足村、築地村、木庭村、藤田村、下河原村、伊萩村、岩本村、姫井村、四町分村、原村、伊倉村、生味村、雪野村、平野村、大柿村、東迫間村、戸豊水村、西迫間村、市野瀬村、袈裟尾村、玉祥寺村、高野瀬村、立石村、大琳寺村、北宮村、深川村、村田村、上西寺村、下西寺村、野間口村、蟹穴村、羽根木村、西郷村、五海村、菰入村、高島村、加恵村、高田村、荒牧村、山崎村、水次村、岡田村、流川村、辺田村、水島村、寺町村、瀬戸口村、本分村、木野本分村、宮原村、阿佐古村、池田村、道場村、大林村、木山村、米原村、稗方村、白木村、小楠野村、虎口村、寺小野村、染土村、長野村、半尺村、龍徳村、上妙見村
- 明治4年7月14日（1871年8月29日） - 廃藩置県により熊本県（第1次）の管轄となる。
- 明治5年6月14日（1872年7月19日） - 白川県の管轄となる。
- 明治7年（1874年） - 以下の各村の統合が行われる。（1町73村）
  - 長田村 ← 広瀬古閑村、大塚村
  - 清水村 ← 宮園村、夜間村
  - 森北村 ← 妙見村、上妙見村
  - 西寺村 ← 上西寺村、下西寺村
  - 砂田村 ← 蟹穴村、羽根木村、西郷村、五海村
- 明治8年（1875年）12月10日 - 熊本県（第2次）の管轄となる。
- 明治9年（1876年） - 以下の各村の統合が行われる。（1町56村）
  - 亘村 ← 輪足村、築地村
  - 弁利村 ← 岩本村、姫井村
  - 重味村 ← 伊倉村、生味村
  - 大平村 ← 平野村、大柿村
  - 豊間村 ← 東迫間村、戸豊水村
  - 台村 ← 水島村、寺町村
  - 木野村 ← 本分村［下記を除く］、木野本分村［下記を除く］、道場村［下記を除く］、木山村［下記を除く］
  - 松尾村 ← 本分村［田中竜徳の10戸］、木野本分村［中木野］、大林村、竜徳村［下記を除く］
  - 池永村 ← 池田村、龍徳村［酒蔵野］、木山村［永山の19戸］、道場村［四坊ノ原の14戸］
  - 小木村 ← 白木村、小楠野村
  - 龍門村 ← 虎口村、寺小野村、染土村、長野村
  - 正観寺村・高野瀬村・立石村が隈府町に合併。
- 明治12年（1879年）1月20日 - 郡区町村編制法の熊本県での施行により、行政区画としての菊池郡が発足。「菊池合志郡役所」が隈府町に設置され、合志郡とともに管轄。

### 町村制以降の沿革

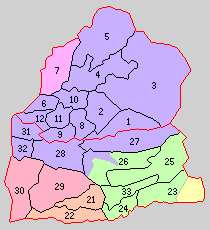
1.旭野村 2.河原村 3.水源村 4.迫間村 5.龍門村 6.砦村 7.城北村 8.戸崎村 9.花房村 10.隈府町 11.菊池村 12.加茂川村 21.原水村 22.津田村 23.瀬田村 24.陣内村 25.平真城村 26.護川村 27.北合志村 28.泗水村 29.合志村 30.西合志村 31.清泉村 32.田島村 33.大津町（紫：菊池市 桃：山鹿市 赤：合志市 緑：大津町 橙：菊陽町 黄：阿蘇郡南阿蘇村）

- 明治22年（1889年）4月1日 - 町村制の施行により、以下の町村が発足。特記以外は全域が現・菊池市。（1町11村）
  - 旭野村 ← 伊萩村、弁利村
  - 河原村 ← 下河原村、木庭村、藤田村
  - 水源村 ← 原村、四町分村
  - 迫間村 ← 豊間村、西迫間村、市野瀬村、大平村、重味村
  - 龍門村 ← 雪野村、龍門村、半尺村、小木村
  - 砦村 ← 山崎村、水次村、岡田村、流川村、辺田村、台村、荒牧村、高田村、瀬戸口村
  - 城北村 ← 稗方村（現・菊池市）、米原村、木野村（現・菊池市、山鹿市）、松尾村、宮原村、阿佐古村、池永村（現・山鹿市）
  - 戸崎村 ← 赤星村、今村、森北村
  - 花房村 ← 出田村、広瀬村、木柑子村
  - 隈府町 ← 玉祥寺村、袈裟尾村、隈府町、亘村、片角村
  - 菊池村 ← 西寺村、長田村、村田村、大琳寺村、深川村、北宮村、野間口村
  - 加茂川村 ← 甲佐町村、新古閑村、清水村、菰入村、高島村、加恵村、砂田村
- 明治29年（1896年）
  - 4月1日 - 郡制の施行のため、「菊池合志郡役所」の管轄区域をもって、改めて菊池郡が発足。原水村・津田村（現・菊陽町）・瀬田村（現・大津町、阿蘇郡南阿蘇村）・陣内村・平真城村（現・大津町）・護川村（現・菊池市、大津町）・北合志村・泗水村（現・菊池市）・合志村・西合志村（現・合志市）・清泉村・田島村（現・菊池市）・大津町（現存）が本郡の所属となる。（2町23村）
  - 6月1日 - 郡制を施行。
- 大正12年（1923年）4月1日 - 郡会が廃止。郡役所は存続。
- 大正15年（1926年）7月1日 - 郡役所が廃止。以降は地域区分名称となる。
- 昭和29年（1954年）11月1日 - 砦村・加茂川村・清泉村が合併して七城村が発足。（2町21村）
- 昭和30年（1955年）4月1日（2町18村）
  - 城北村が鹿本郡内田村・六郷村と合併して鹿本郡菊鹿村が発足。
  - 津田村・原水村が上益城郡白水村と合併して菊陽村が発足。
  - 泗水村・田島村および七城村の一部（亀尾の一部）が合併し、改めて泗水村が発足。
- 昭和31年（1956年）
  - 5月1日 - 旭野村・北合志村が合併して旭志村が発足。（2町17村）
  - 8月1日（2町13村）
    - 平真城村・大津町・陣内村および瀬田村の一部（瀬田・大林・吹田）・護川村の一部（杉水・矢護川）が阿蘇郡錦野村（外牧・錦野および岩坂の大部分）と合併し、改めて大津町が発足。
    - 瀬田村の一部（立野）が阿蘇郡長陽村に編入。
    - 護川村の一部（川辺・尾足）が旭志村に編入。

  - 9月1日 - 隈府町・河原村・水源村・龍門村・迫間村・菊池村・花房村・戸崎村が合併して菊池町が発足。（2町6村）
- 昭和32年（1957年）2月1日 - 菊池町が鹿本郡菊鹿村の一部（稗方および米原・木野の各一部[1]）を編入。
- 昭和33年（1958年）8月1日 - 菊池町が市制施行して菊池市となり、郡より離脱。（1町6村）
- 昭和36年（1961年）4月1日 - 泗水村が町制施行して泗水町となる。（2町5村）
- 昭和41年（1966年）
  - 4月1日 - 合志村が町制施行して合志町となる。（3町4村）
  - 10月1日 - 西合志村が町制施行して西合志町となる。（4町3村）
- 昭和43年（1968年）11月1日 - 七城村が町制施行して七城町となる。（5町2村）
- 昭和44年（1969年）1月1日 - 菊陽村が町制施行して菊陽町となる。（6町1村）
- 平成17年（2005年）3月22日 - 七城町・旭志村・泗水町が菊池市と合併し、改めて菊池市が発足し、郡より離脱。（4町）
- 平成18年（2006年）2月27日 - 合志町・西合志町が合併して合志市が発足し、郡より離脱。（2町）

### 変遷表
| 明治22年以前 | 明治22年4月1日                                 | 明治22年 - 昭和19年   | 昭和20年 - 昭和29年    | 昭和30年 - 昭和63年                         | 昭和30年 - 昭和63年                         | 平成元年 - 現在        | 現在            |
| ------------ | ---------------------------------------------- | --------------------- | ---------------------- | ------------------------------------------- | ------------------------------------------- | ---------------------- | --------------- |
|              | 城北村                                         | 城北村                | 城北村                 | 昭和30年4月1日 鹿本郡 菊鹿村の一部          | 昭和30年4月1日 鹿本郡 菊鹿村の一部          |                        | 山鹿市          |
|              | 隈府町                                         | 隈府町                | 隈府町                 | 昭和31年9月1日 菊池町                       | 昭和33年8月1日 市制                         | 平成17年3月22日 菊池市 | 菊池市          |
|              | 河原村                                         | 河原村                | 河原村                 | 昭和31年9月1日 菊池町                       | 昭和33年8月1日 市制                         | 平成17年3月22日 菊池市 | 菊池市          |
|              | 水源村                                         | 水源村                | 水源村                 | 昭和31年9月1日 菊池町                       | 昭和33年8月1日 市制                         | 平成17年3月22日 菊池市 | 菊池市          |
|              | 迫間村                                         | 迫間村                | 迫間村                 | 昭和31年9月1日 菊池町                       | 昭和33年8月1日 市制                         | 平成17年3月22日 菊池市 | 菊池市          |
|              | 龍門村                                         | 龍門村                | 龍門村                 | 昭和31年9月1日 菊池町                       | 昭和33年8月1日 市制                         | 平成17年3月22日 菊池市 | 菊池市          |
|              | 戸崎村                                         | 戸崎村                | 戸崎村                 | 昭和31年9月1日 菊池町                       | 昭和33年8月1日 市制                         | 平成17年3月22日 菊池市 | 菊池市          |
|              | 花房村                                         | 花房村                | 花房村                 | 昭和31年9月1日 菊池町                       | 昭和33年8月1日 市制                         | 平成17年3月22日 菊池市 | 菊池市          |
|              | 菊池村                                         | 菊池村                | 菊池村                 | 昭和31年9月1日 菊池町                       | 昭和33年8月1日 市制                         | 平成17年3月22日 菊池市 | 菊池市          |
|              | 砦村                                           | 砦村                  | 昭和29年11月1日 七城村 | 七城村                                      | 昭和43年11月1日 町制                        | 平成17年3月22日 菊池市 | 菊池市          |
|              | 加茂川村                                       | 加茂川村              | 昭和29年11月1日 七城村 | 七城村                                      | 昭和43年11月1日 町制                        | 平成17年3月22日 菊池市 | 菊池市          |
|              | 合志郡 清泉村                                  | 明治29年4月1日 菊池郡 | 昭和29年11月1日 七城村 | 七城村                                      | 昭和43年11月1日 町制                        | 平成17年3月22日 菊池市 | 菊池市          |
|              | 合志郡 清泉村                                  | 明治29年4月1日 菊池郡 | 昭和29年11月1日 七城村 | 昭和30年4月1日 泗水村 （亀尾の一部）        | 昭和36年4月1日 町制                         | 平成17年3月22日 菊池市 | 菊池市          |
|              | 合志郡 泗水村                                  | 明治29年4月1日 菊池郡 | 泗水村                 | 昭和30年4月1日 泗水村                       | 昭和36年4月1日 町制                         | 平成17年3月22日 菊池市 | 菊池市          |
|              | 合志郡 田島村                                  | 明治29年4月1日 菊池郡 | 田島村                 | 昭和30年4月1日 泗水村                       | 昭和36年4月1日 町制                         | 平成17年3月22日 菊池市 | 菊池市          |
|              | 旭野村                                         | 旭野村                | 旭野村                 | 昭和31年5月1日 旭志村                       | 旭志村                                      | 平成17年3月22日 菊池市 | 菊池市          |
|              | 合志郡 北合志村                                | 明治29年4月1日 菊池郡 | 北合志村               | 昭和31年5月1日 旭志村                       | 旭志村                                      | 平成17年3月22日 菊池市 | 菊池市          |
|              | 合志郡 護川村                                  | 明治29年4月1日 菊池郡 | 護川村                 | 昭和31年8月1日 旭志村に編入 （川辺・尾足）  | 旭志村                                      | 平成17年3月22日 菊池市 | 菊池市          |
|              | 合志郡 護川村                                  | 明治29年4月1日 菊池郡 | 護川村                 | 昭和31年8月1日 大津町 （杉水・矢護川）      | 大津町                                      | 大津町                 | 大津町          |
|              | 合志郡 大津町                                  | 明治29年4月1日 菊池郡 | 大津町                 | 昭和31年8月1日 大津町                       | 大津町                                      | 大津町                 | 大津町          |
|              | 合志郡 陣内村                                  | 明治29年4月1日 菊池郡 | 陣内村                 | 昭和31年8月1日 大津町                       | 大津町                                      | 大津町                 | 大津町          |
|              | 合志郡 平真城村                                | 明治29年4月1日 菊池郡 | 平真城村               | 昭和31年8月1日 大津町                       | 大津町                                      | 大津町                 | 大津町          |
|              | 阿蘇郡 錦野村の一部 （外枝・錦野・岩坂の一部） | 阿蘇郡 錦野村の一部   | 阿蘇郡 錦野村の一部    | 昭和31年8月1日 大津町                       | 大津町                                      | 大津町                 | 大津町          |
|              | 合志郡 瀬田村                                  | 明治29年4月1日 菊池郡 | 瀬田村                 | 昭和31年8月1日 大津町 （瀬田・大林・吹田）  | 大津町                                      | 大津町                 | 大津町          |
|              | 合志郡 瀬田村                                  | 明治29年4月1日 菊池郡 | 瀬田村                 | 昭和31年8月1日 阿蘇郡 長陽村に編入 （立野） | 昭和31年8月1日 阿蘇郡 長陽村に編入 （立野） |                        | 阿蘇郡 南阿蘇村 |
|              | 合志郡 原水村                                  | 明治29年4月1日 菊池郡 | 原水村                 | 昭和30年4月1日 菊陽村                       | 昭和44年1月1日 町制                         | 菊陽町                 | 菊陽町          |
|              | 合志郡 津田村                                  | 明治29年4月1日 菊池郡 | 津田村                 | 昭和30年4月1日 菊陽村                       | 昭和44年1月1日 町制                         | 菊陽町                 | 菊陽町          |
|              | 上益城郡 白水村                                | 上益城郡 白水村       | 上益城郡 白水村        | 昭和30年4月1日 菊陽村                       | 昭和44年1月1日 町制                         | 菊陽町                 | 菊陽町          |
|              | 合志郡 合志村                                  | 明治29年4月1日 菊池郡 | 合志村                 | 合志村                                      | 昭和41年4月1日 町制                         | 平成18年2月27日 合志市 | 合志市          |
|              | 合志郡 西合志村                                | 明治29年4月1日 菊池郡 | 西合志村               | 西合志村                                    | 昭和41年10月1日 町制                        | 平成18年2月27日 合志市 | 合志市          |

## 行政
菊池・合志郡長
| 代 | 氏名 | 就任年月日                | 退任年月日                | 備考                               |
| -- | ---- | ------------------------- | ------------------------- | ---------------------------------- |
| 1  |      | 明治12年（1879年）1月20日 |                           |                                    |
|    |      |                           | 明治29年（1896年）3月31日 | 合志郡との合併により旧・菊池郡廃止 |

歴代郡長
| 代 | 氏名 | 就任年月日               | 退任年月日                | 備考                   |
| -- | ---- | ------------------------ | ------------------------- | ---------------------- |
| 1  |      | 明治29年（1896年）4月1日 |                           |                        |
|    |      |                          | 大正15年（1926年）6月30日 | 郡役所廃止により、廃官 |